# Lauro (Kampanien)
Lauro ist eine italienische Gemeinde mit 3288 Einwohnern (Stand 31. Dezember 2023) in der Provinz Avellino in der Region Kampanien. Der Ort ist Teil der Bergkommune Partenio - Vallo di Lauro. Die Einwohner werden Lauretani genannt.

## Geografie
Die Nachbargemeinden sind Carbonara di Nola (NA), Domicella, Moschiano, Pago del Vallo di Lauro, Palma Campania (NA), Quindici und Taurano. Die Ortsteile sind Fontenovella, Ima, Migliano und Pignano.

## Volkskultur

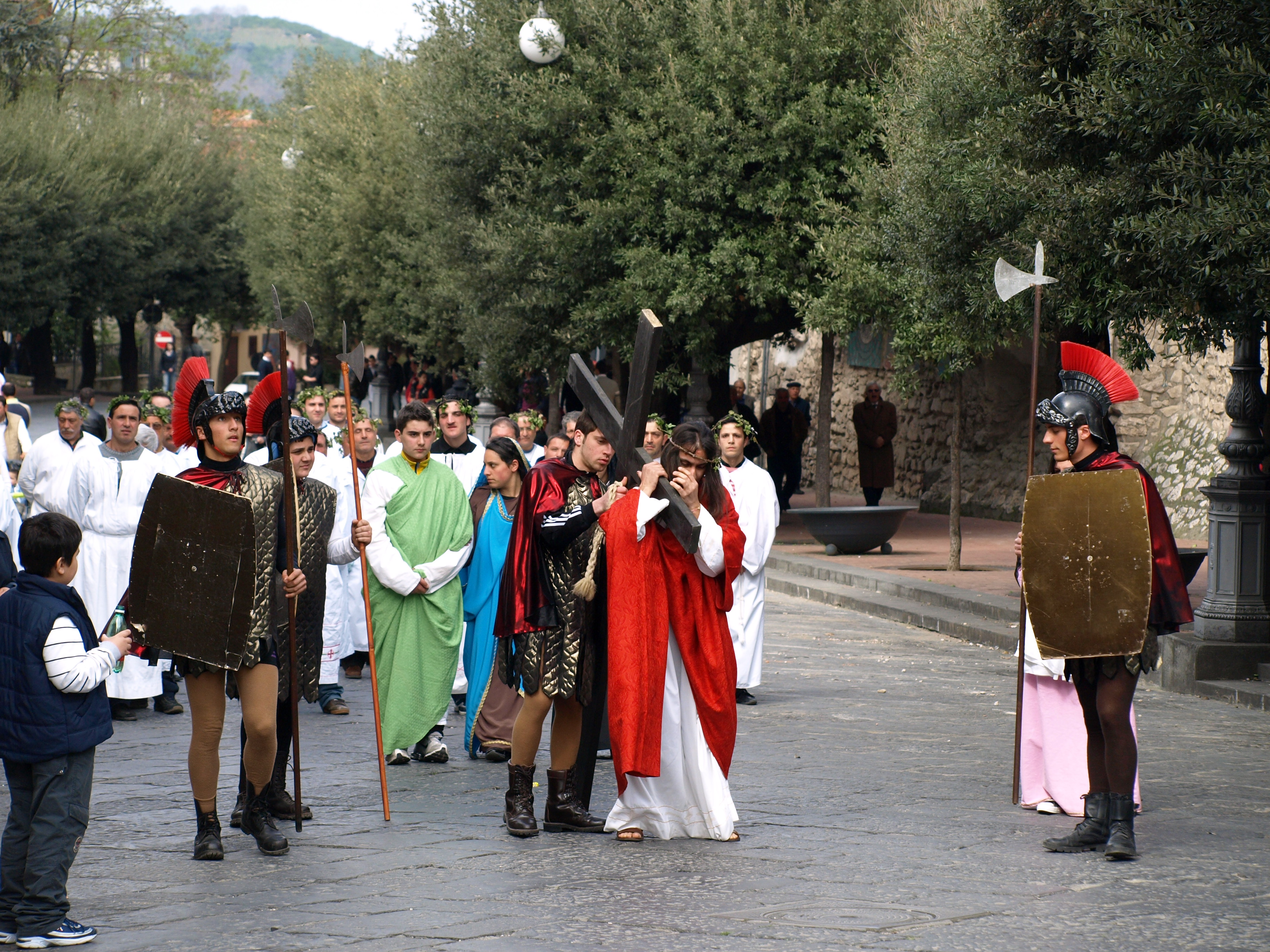
Prozession am Karfreitag in Lauro (2009)

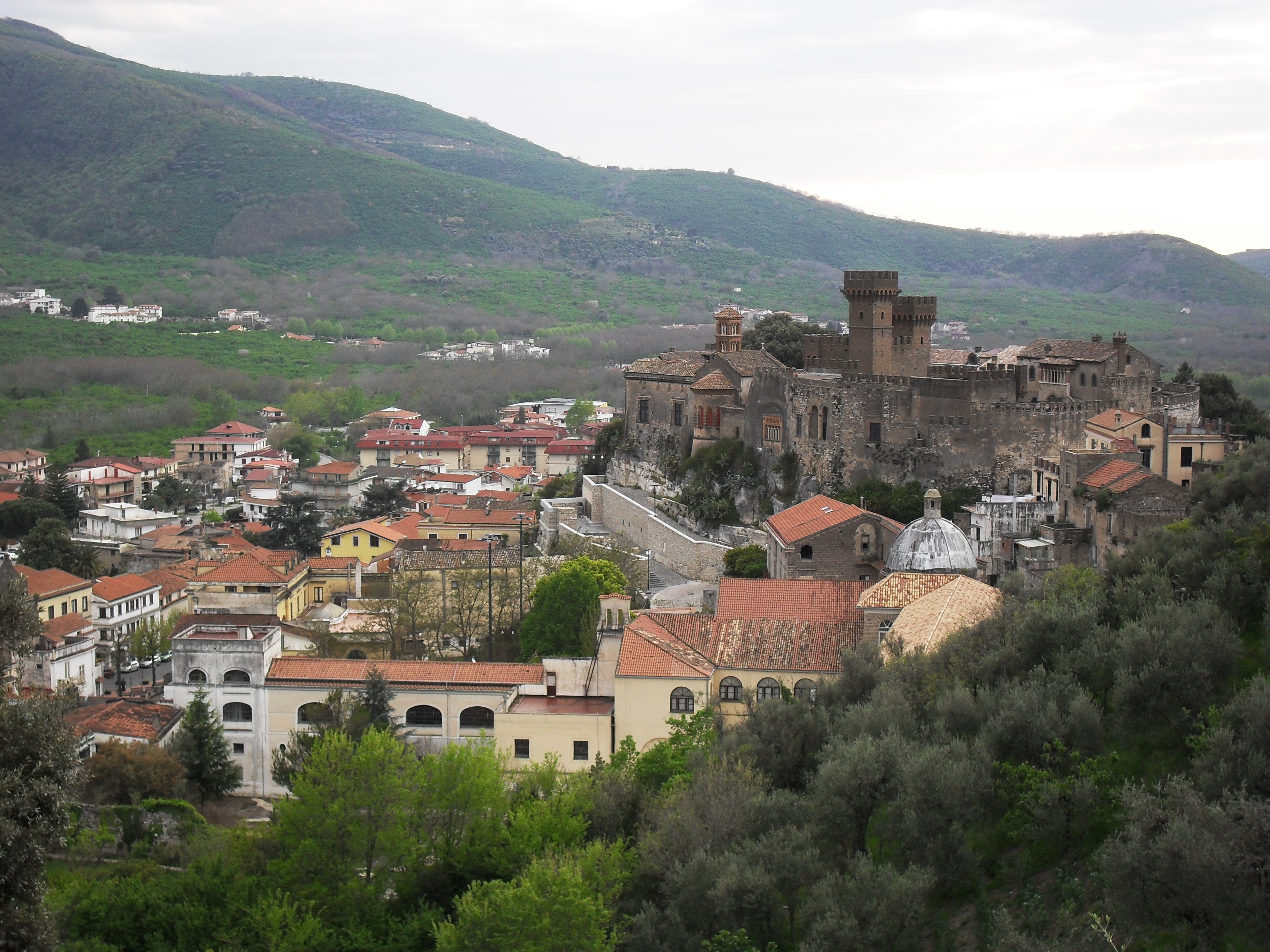
Blick auf Lauro mit dem Castello Lancellotti

Im Vallo di Lauro mit seinem Hauptort Lauro gibt es eine eindrucksvolle Tradition der Begehung der Karwoche. Am Karfreitag findet eine große Prozession statt, an deren Ende auf dem Hauptplatz in Weiß gekleidete Gruppen (sogenannte Biancovestiti) aus den verschiedenen umliegenden Orten alte heilige Gesänge im kampanischen Dialekt vortragen. An der Prozession nehmen auch historisch gekleidete Personen mit den Arma Christi teil, und im benachbarten Taurano wird die Passion Jesu als Sacra rappresentazione vivente gespielt. Nach Deutschland eingewanderte Lauretani haben aufgrund dieser Vorbilder das Passionsspiel in Bensheim an der Bergstraße begründet und gestaltet.

## Söhne und Töchter der Gemeinde
- Umberto Nobile (1885–1978), Luftschiffpionier und General
- Francesco Venezia (* 1944), Architekt und Universitätsprofessor